# خوان إغناثيو أكوستا كابريرا
خوان إغناثيو أكوستا كابريرا (بالإسبانية: Juan Ignacio Acosta Cabrera)‏ (8 مارس 1985 في باراغواي - ) هو مدرب كرة قدم ولاعب كرة قدم باراغواياني وتشيلي في مركز الهجوم. لعب مع أتلتيكو أتلانتا وكولو-كولو وClub Atlético Germinal ‏.

## وصلات خارجية
- خوان إغناثيو أكوستا كابريرا على موقع قاعدة بيانات كرة القدم.إي يو (الإنجليزية)
- خوان إغناثيو أكوستا كابريرا على موقع Soccerway.com (الإنجليزية)